# Clímaco Hermosilla Silva
Clímaco Hermosilla Silva (n. 15 de agosto de 1944), profesor y escritor chileno, ha centrado su labor literaria en la investigación sobre la historia de la Araucanía. Profesor de francés por la Universidad de Concepción, ejerce actualmente en un establecimiento educacional de su ciudad natal, Cañete.
En el año 1998, Clímaco, junto con cinco de sus alumnos, descubren el lugar del primer emplazamiento de la ciudad de Cañete de la Frontera, ciudad fundada por don García Hurtado de Mendoza, tercer Gobernador de Chile, cuarto marqués de Cañete, en Cuenca, España, el día 19 de enero de 1558.

## Actividades culturales
Clímaco Hermosilla es Miembro Correspondiente de la Sociedad de Historia de Concepción y preside la Agrupación Cultural ARTIS de Cañete, entidad que organiza anualmente las Garcíadas Cañetinas, encuentro cultural que reúne, desde el 2004, en los meses de enero de cada año a representantes del mundo cultural, académico y artístico de relevancia nacional chilena. Según el propio Hermosilla: «El propósito de las Garciadas es: rescatar los detalles de la Historia local; colaborar al desarrollo de una corriente de "turismo  histórico" hacia Arauco que trascienda el periodo estival y colabore al progreso y bienestar de los habitantes de la zona; rescatar y valorar nuestra herencia cultural hispánica. Gracias a los académicos participantes hemos consolidado ambos objetivos» Hermosilla es también Miembro  Correspondiente de la Sociedad Chilena de Historia y Geografía y Presidente de la Filial Cañete de dicha Sociedad.

## Obra
La obra de Clímaco Hermosilla se ha publicado en nueve libros, y puede dividirse en la investigación histórica que ha hecho de la región de Arauco, dos cuentos, también basados en acontecimientos históricos, poesía, algunos artículos publicados en Revistas Regionales y el artículo "Cañete de la Frontera y el Fuerte Tucapel", publicado en el N°173 de la Revista Chilena de Historia y Geografía, 2013. Su obra ha sido comentada elogiosamente en medios de prensa chilenos y españoles, los que destacan el aporte novedoso que el autor ha dado para el conocimiento de la Guerra de Arauco.

### Libros
- Crónicas. Concepción: Editorial Anibal Pinto. 1998.
- Cañete de la frontera y las fortificaciones coloniales y republicanas de su entorno. Concepción: Cosmigonon. 1999.
- «Nuevas crónicas». 2000 (Concepción: Cosmigonon). 2000. ISBN 956-7908-03-6.
- Espejismos. Concepción: Editorial Anibal Pinto. 2001. (Poesía)
- Cañete, crónicas de cinco siglos. Concepción: Cosmigonon. 2002. ISBN 956-7908-10-9.
- Cañete, un amor de dos mundos. Cuenca, España: Diputación provincial de Cuenca. 2004.
- Diccionario biográfico e Historia de la propiedad urbana de Cañete. Concepción: Cosmigonon. 2005. ISBN 956-7908-15-X.
- El Fuerte Tucapel, Cañete. Antecedentes históricos y geográficos. Concepción: Cosmigonon. 2010. ISBN 978-956-7908-22-6.
- Sitios Históricos de Arauco. Concepción: Trama Impresores. 2014. ISBN 978-956-358-257-4.
- Ha editado los libros
- ISBN: "Historia de Arauco. Nuevos Aportes. XII Garciadas Cañetinas" Varios Autores. Trama Impresores S.A. 2016. ISBN: 978-956-362-766-4
- "El Gran Mundo en el Golfo de Arauco y la Isla Mocha (1850-1930) Autor: Valeria Maino Prado. Ediciones de Los Diez. Garciadas Cañetinas. 2019. ISBN: 978-956-09201-2-6
- "Historia de Arauco. Garciadas Cañetinas. Conferencias Escogidas. 2904-2918. Varios Autores. Ed.Garciadas Cañetinas. 2019.ISBN:978-956-09201-4-0